# Alpes Appenzell
Alpes Appenzell là tên một rặng núi thuộc dãy núi Alpes, nằm trong các bang Appenzell Ausserrhoden, Appenzell Innerrhoden, St. Gallen của Thụy Sĩ, giáp giới với rặng Alpes glaronaises về phía tây và rặng Rätikon về phía đông nam.
Rặng Alpes Appenzell chia thành 6 nhóm núi:
- Alpstein, nhóm trung tâm, ngọn cao nhất: Altmann, 2,435 m
- Alpstein, nhóm phía bắc, ngọn cao nhất: Säntis, 2,502 m
- Alpstein, nhóm phía nam, ngọn cao nhất: Roslen- hoặc Saxerfirst, 2,151 m
- Alviergruppe, ngọn cao nhất: Gamsberg, 2,385 m
- Churfirsten, ngọn cao nhất: Hinterrugg, 2,306 m
- Speer - Mattstock, ngọn cao nhất: Speer, 1,950 m

## Các ngọn núi chính
- Säntis, 2,502 m
- Girenspitz, 2,448 m
- Altmann, 2,436 m
- Gamsberg, 2,385 m
- Fulfirst, 2,384 m
- Wildhuser Schafberg, 2,373 m
- Wisswand, 2,346 m
- Alvier, 2,343 m
- Hinterrugg, 2,306 m
- Brisi, 2,279 m
- Frümsel, 2,267 m
- Zuestoll, 2,235 m
- Margelchopf, 2,163 m
- Silberplatten, 2,158 m
- Schibestoll, 2,136 m
- Leistchamm, 2,101 m
- Gamser Rugg, 2,076 m
- Kreuzberge, 2,065 m
- Lütispitz, 1,987 m
- Speer, 1,950 m
- Mattstock, 1,936 m
- Schäfler, 1,924 m
- Federispitz, 1,865 m
- Gonzen, 1,830 m
- Hoher Kasten, 1,795 m
- Gulmen, 1,789 m
- Stockberg, 1,781 m
- Kronberg, 1,663 m
- Ebenalp, 1,640 m
- Hochalp, 1,521 m

## Các ngọn núi quan trọng khác
- Tanzboden, 1443 m
- Chrüzegg, 1314 m
- Gäbris, 1247 m
- Hörnli, 1133 m
- Köbelisberg, 1131 m
- Bachtel, 1115 m

## Các trạm thể thao mùa đông
- Alt Sankt Johann
- Amden
- Gonten
- Nesslau-Krummenau
- Rüte
- Schönengrund
- Schwende
- Urnäsch
- Wildhaus

Thư viện hình
- Nhà trọ trên núi Aescher trên đường đến hang động Wildkirchli, gần Ebenalp
- Ngọn Säntis
- Säntis từ Schwägalp
- Seealpsee
- Ngọn Churfirsten
- Falensee